# NGC 1780
NGC 1780 je galaksija u zviježđu Zecu.

## Vanjske poveznice
- SEDS: NGC 1780